# Авґустс Біленштейнс
Авґустс Біленштейнс (рос. August Johann Gottfried Bielenstein; 4 березня 1826, Мітава — 6 липня 1907) — знавець і дослідник латиської мови. У 1890 став член-кореспондентом Імператорської Санкт-Петербурзької Академії наук з лінгвістики.

## Біографія
Народився у німецькій родині в місті Мітава (нині — Єлгава), балтійський німець. Батько — лютеранський пастор Йоганн Ґотфрід Білєнштейн.
Навчався в Німеччині, спочатку в гімназії в Шульпфорті, пізніше — в Галльському університеті. У 1846–1850 роках студіював богослов'я в Дерптському університеті, де 1848 року був відзначений срібною медаллю та завершив навчання зі ступенем кандидата.
У 1852 році був призначений пастором у Ной-Ауце, Курляндія, на місце померлого батька. З 1867 року служив пастором німецької громади в Добеле, де залишався до 1905 року. У 1878 році був відзначений Золотим наперсним хрестом.
Під час революції 1905 року його бібліотека й архів були знищені революціонерами. Після цього Білєнштейн вийшов у відставку та повернувся до Мітави, де й помер у 1907 році.

## Наукова діяльність
З 1864 до 1895 року був головою Латиського літературного товариства, з 1895 — його почесний президент. Вів активну публікаційну діяльність у галузі лінгвістики та етнографії в часописах товариства.
Редагував газету Latviešu Avīzes — одну з найвпливовіших латиських газет того часу.
Його головна праця — двотомна граматика «Die lettische Sprache nach ihren Lauten und Formen» (Берлін, 1863—1864) — вважається однією з найкращих граматик латиської мови. Скорочені варіанти: Handbuch der lettischen Sprache. I. Grammatik (Мітава, 1863) та Die Elemente der lettischen Sprache (Мітава, 1866). Ще у рукописі ця праця здобула половинну Демидівську премію (1861).
Опублікував також велику збірку латиських народних пісень (до 1875 року — близько 4800 чотиривіршів) та збірку загадок: Tausend lettische Räthsel, übersetzt und erklärt (Мітава, 1881).
Під його редакцією було видано Lettisch-deutsches Wörterbuch Ульмана (Рига, 1872). Також здійснив перегляд латиського перекладу Біблії з урахуванням лінгвістичних і теологічних аспектів (Мітава, 1877).

## Праці
- «Die lettische Sprache nach ihren Lauten und Formen» (Берлін, 1863-1864)
- «Handbuch der lettischen Sprache. I. Grammatik» (Мітава, 1863)
- «Die Elemente der lettischen Sprache» (Мітава, 1866)
- «Tausend lettische Räthsel, übersetzt und erklärt» (Мітава, 1881)
- «Lettishe Wörterbuch»
- «Lettisch-deutsches Wörterbuch» (Рига, 1872)